# Dolmen di Alzoledda
Il dolmen di Alzoledda è un monumento archeologico funerario situato in territorio di Luras, nella Sardegna nord-orientale. Un tempio isolato e ormai inglobato nel centro gallurese, si trova a poca distanza da altri tre dolmen, Billella, Ciuledda e Ladas, in un'area ricca di testimonianze archeologiche che documentano la continuità dell'insediamento umano fin dalla preistoria. Fra i quattro quello di Alzoledda è il più piccolo.

## Descrizione
Realizzato in granito con funzione di sepoltura collettiva e, insieme, di luogo di culto è un classico esempio della cultura del megalitismo che ha caratterizzato l'Europa, e l'Isola in particolare, durante l'età del rame (III millennio a.C.). Il dolmen è eseguito secondo il sistema trilitico (dal greco tri, tre, e lithos, pietra) - il più antico schema architettonico conosciuto - caratterizzato da elementi portanti disposti in verticale che ne sorreggono degli altri poggiati orizzontalmente.
 
In particolare il dolmen di Alzoledda è costituito da tre ortostati sistemati a coltello e disposti in modo da formare un piccolo vano a pianta trapezoidale di 2,50 m x 1,40 con ingresso rivolto verso est. Al di sopra poggia un lastrone rettangolare di 2 x 2,20 x 0,40 di spessore che funge da copertura; rifinito a martellina nella superficie inferiore, sporge di 40/50 cm dalle pareti laterali.

## Galleria d'immagini

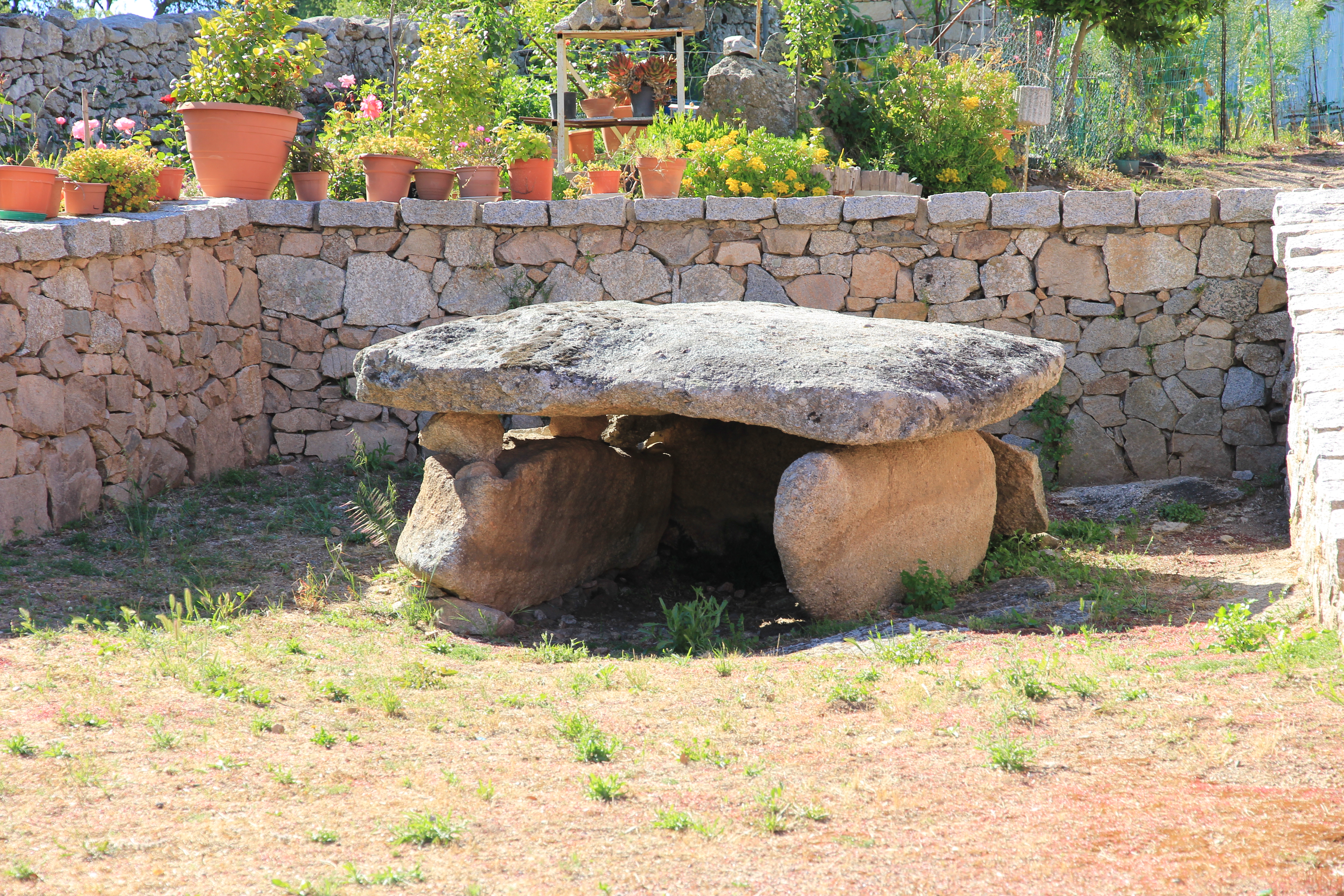
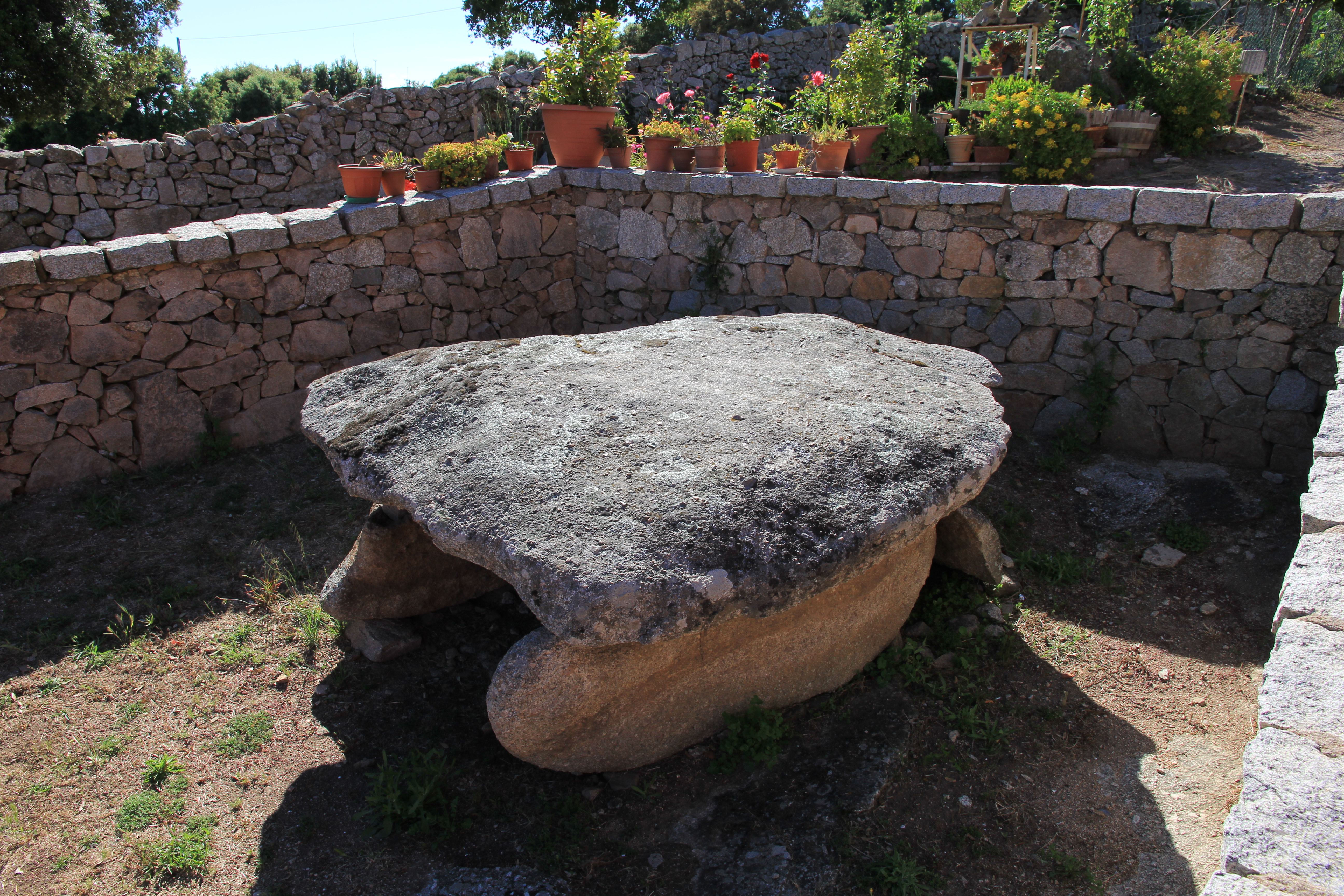
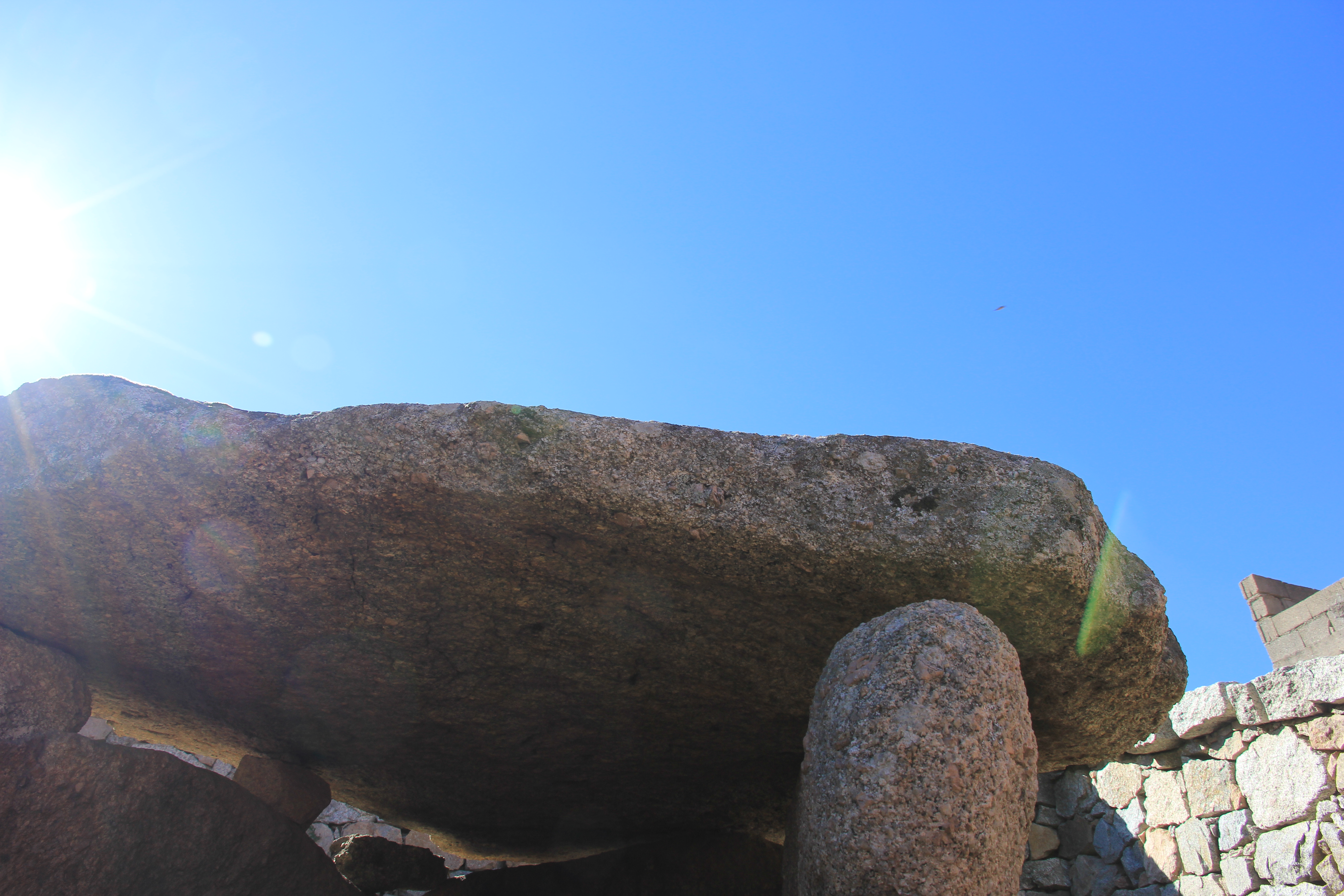
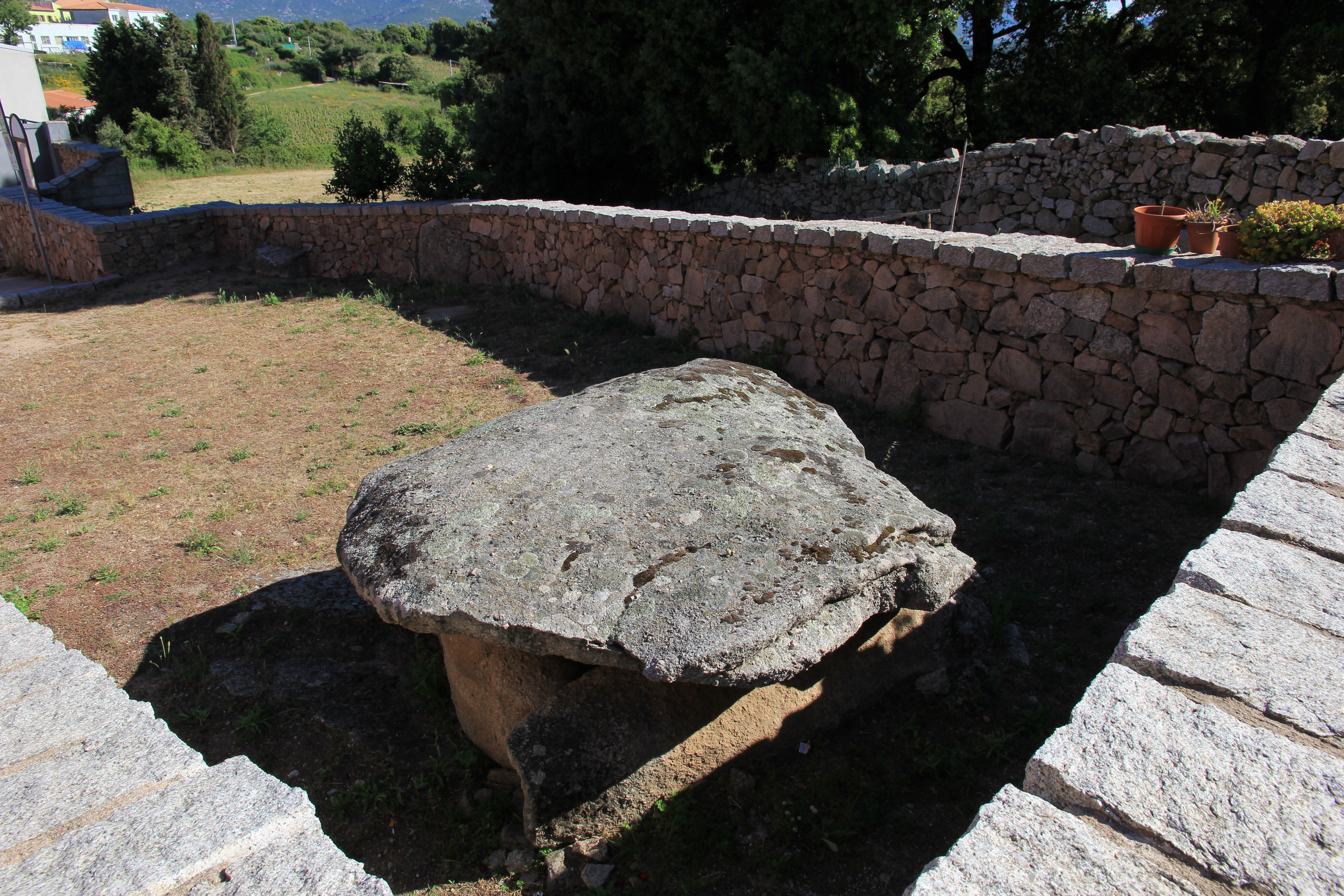

## Datazione
Il dolmen è stato oggetto di studio da parte dell'archeologo Bert D'Arragon che nel 1996 vi ha svolto accurate indagini anche a seguito del ritrovamento, durante lavori di consolidamento del monumento, di alcuni frammenti ceramici. L'analisi di tali reperti ha permesso di ascrivere l'impianto al Neolitico recente (3200 a.C. circa), corrispondente alla fase più antica della cultura di Ozieri. Tale valutazione porta a ricondurre la nascita del fenomeno dolmenico in Sardegna a una data più antica rispetto a quella generalmente accettata.